# Sandbacka, Umeå

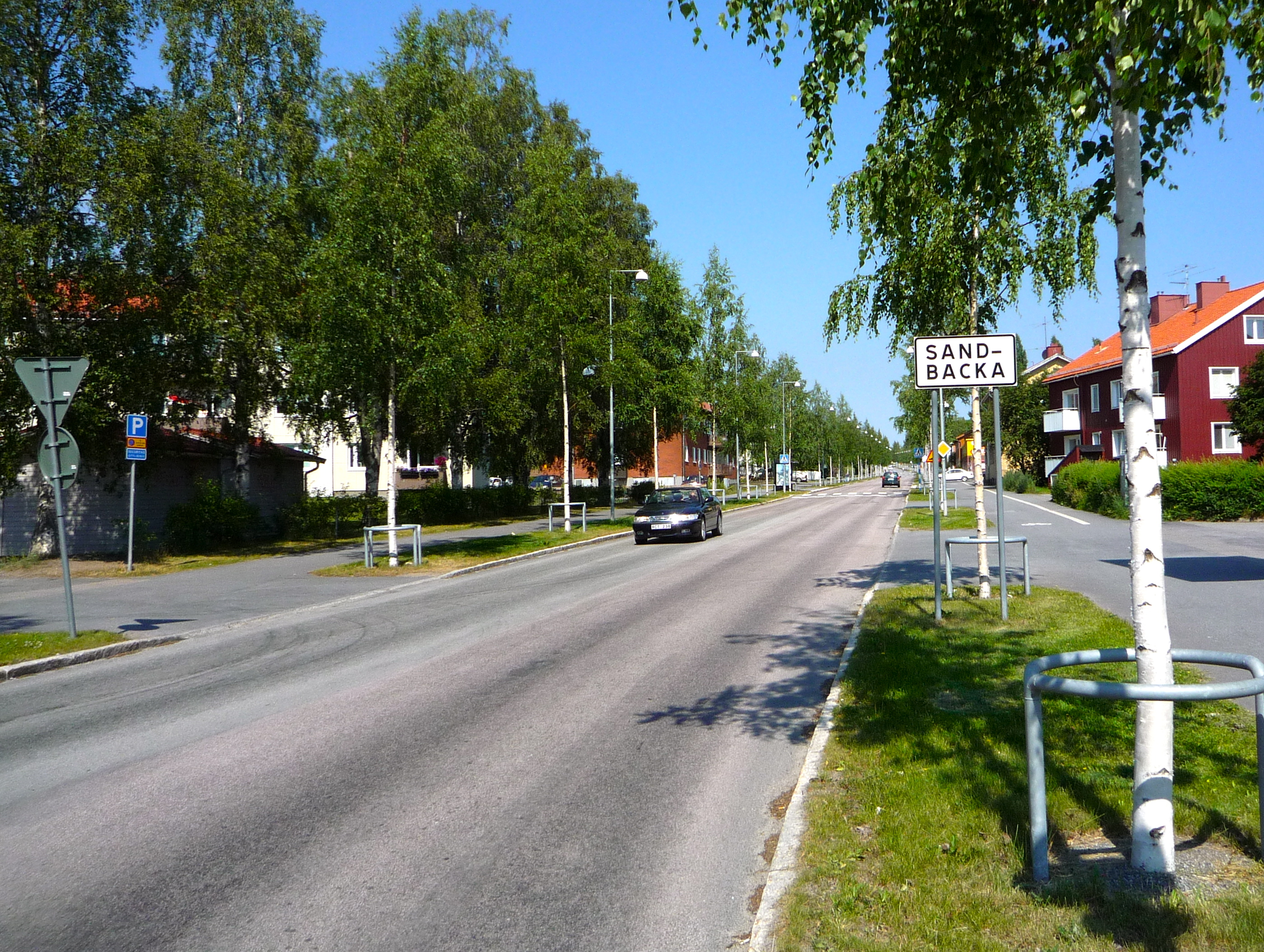
Östra kyrkogatan norr om korsningen med Sandaparken markerar början av stadsdelen Sandbacka.

Sandbacka är en stadsdel cirka 2 kilometer norr om centrala Umeå. Stadsdelen gränsar mot gamla E4:an i norr och i väster, Stadsliden i öster och Haga vid Sandaparken (längs Erikslundvägen) i söder. Sandbacka domineras av småhus och mindre hyreshus.

## Historia
I samband med svår bostadsbrist upplät stadsfullmäktige 1919 delar av Sandahemmanets mark, som då låg utanför stadsplanen, till egnahemstomter. Området fick namnet Sandakolonien och många järnvägsanställda bosatte sig där. Området räknades som en del av Haga fram till 1941–1942 då en stadsplan upprättades för området av stadsarkitekt Kjell Wretling.
Från 1950-talet till mitten av 1960-talet – då den nya E 4-förbifarten via regementet I 20 – fungerade Östra Kyrkogatan, som sträcker sig genom hela stadsdelen, som riksväg i nordsydlig riktning.